# Rivalidade entre Portland Timbers e Seattle Sounders
A rivalidade entre Portland Timbers e Seattle Sounders é um dos maiores clássicos do futebol estadunidense, envolvendo o Portland Timbers e o Seattle Sounders, ambos sediados na Região Noroeste dos Estados Unidos. A rivalidade se originou na North American Soccer League da década de 1970, com ambas as cidades revivendo equipes de expansão, e continuou para ligas de nível inferior, incluindo a A-League e a USL First Division. A rivalidade mudou para a Major League Soccer, a principal divisão de futebol dos Estados Unidos, em 2011, onde se tornou uma das maiores do futebol estadunidense.

## História

### Era NASL (1975–1982)
O Seattle Sounders e o Portland Timbers se enfrentaram pela primeira vez em 2 de maio de 1975; no jogo inaugural dos Timbers. O Seattle derrotou o Portland por 1 a 0 na frente de 8.131 no Portland Civic Stadium, agora conhecido como Providence Park.  A partida de volta, disputada em 26 de julho de 1975, o Portland derrotou o Seattle, Seattle por 2 a 1, na frente de uma multidão de 27.310. Um mês depois, Portland eliminou Seattle dos playoffs diante de uma multidão de 31.000. 
Em 30 de junho de 1979, o Seattle derrotou o Portland por 5–1 no Kingdome diante de um recorde da temporada de 34.000 espectadores. Até a década de 1980, seria a maior vitória no clássico e é a maior vitória de ambos os lados na primeira divisão do futebol americano. Na vitória por 5–1, Derek Smethurst do Seattle acertou um hat trick.
No final da temporada de 1982 da North American Soccer League, a franquia Portland Timbers foi forçada a desistir, uma vez que os gastos da equipe ultrapassaram a receita do clube. Conseqüentemente, a vitória por 1 a 0 do Sounders sobre o Timbers em 22 de agosto de 1982 acabou sendo o encontro final entre os dois lados da North American Soccer League. Em quase 30 anos, em 2011, as duas equipes se enfrentariam na primeira divisão do futebol americano. 

### Era WSL (1985–1990)
No final da temporada de 1983 da NASL, a franquia original do Seattle Sounders foi encerrada, com a própria liga encerrando suas operações antes da temporada de 1985. Em 1984, uma franquia Western Soccer Alliance foi concedida à área de Seattle para um clube de futebol na área que foi marcado como Seattle Storm , e passou a ser conhecido como FC Seattle por um tempo.  No ano seguinte, uma franquia WSA também foi concedida à área de Portland, onde a rivalidade continuou até o final dos anos 1980 até o início dos anos 1990.

### Era A-League/USL (2001–2008)
Após um hiato de 11 anos, a rivalidade continuou em 2001, quando o recém-encarnado Portland Timbers recebeu o Seattle Sounders em 11 de maio de 2001 no mesmo estádio onde a rivalidade começou, que agora era conhecido como PGE Park. Diante de uma multidão de quase 12.300, os anfitriões saíram com uma vitória por 2-0.
Em 21 de julho de 2001, o ex-jogador da Seleção de Futebol dos Estados Unidos, Brian Ching, marcaria o único gol na vitória por 1 a 0 do Sounders sobre o Timbers, já que mais de 11.000 estariam presentes em Portland.
Antes da temporada de 2004, os torcedores dos Sounders, Timbers e seu rival no corredor I-5, o Vancouver Whitecaps, criaram a Cascadia Cup que seria dada aos torcedores cujo time tivesse um histórico mais forte contra os dois lados. A primeira partida formal da Cascadia Cup entre os dois resultou na vitória do Timbers, derrotando os Sounders por 2 a 0 em 1 de maio de 2004. Durante os quatro encontros da temporada regular durante aquela temporada, os Sounders perderam três vezes e tiveram uma vitória sobre Portland. No entanto, nos Playoffs da primeira divisão da USL de 2004, seu primeiro jogo de playoff desde 1975, o Sounders venceu por 3–2 no total sobre o Portland, postando uma vitória em casa por 2–0 na segunda mão.
Em 18 de setembro de 2005, o Seattle eliminou o Portland dos playoffs pelo segundo ano consecutivo, quando o Sounders derrotou o Timbers por 2 a 0 em Seattle.
Em Seattle, o Sounders derrotou o Timbers por 3–1 em 22 de julho de 2006, em uma partida muito disputada que acumulou oito cartões amarelos e um vermelho.
Em 10 de maio de 2008, na frente de mais de 10.000 no Qwest Field (agora CenturyLink Field), Seattle e Portland empataram em 0-0 na partida final em que os dois times se enfrentariam em Seattle na USL-1 .
7 de agosto de 2008, os Timbers e Sounders jogaram um contra o outro pela última vez na liga da Divisão 2, USL First Division. Seattle derrotou Portland por 1-0 na noite histórica, na frente de 12.332 fãs indisciplinados. A partida de alta intensidade também incluiu um total de seis cartas distribuídas e uma ejeção.

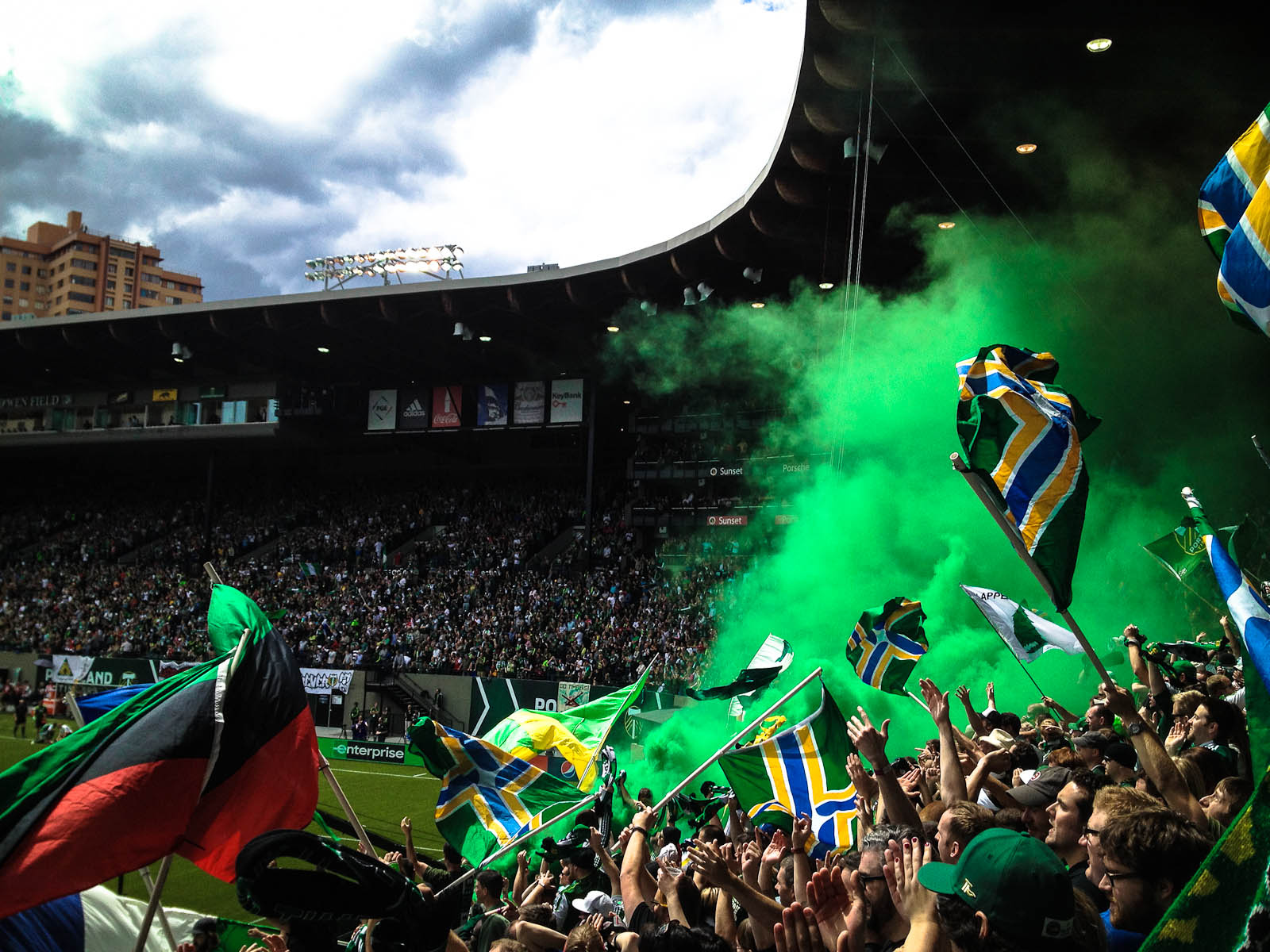
Torcedores do Portland Timbers momentos antes de um clássico contra o Seattle Sounders em 2012

### Era MLS (2011–presente)
Em 1 de julho de 2009, Seattle eliminou Portland por 2–1 antes de uma multidão esgotada do PGE Park na US Open Cup. Roger Levesque - um jogador pelo qual os fãs de Portland não gostaram - marcou o primeiro gol do Seattle logo no primeiro minuto. Levesque completou uma celebração de gol, na qual ele ficou parado no topo da grande área do Timbers enquanto Nate Jaqua fingia derrubá-lo como uma árvore, terminando com Levesque caindo de costas. 
Em uma noite fria e chuvosa em 11 de março de 2010, Portland derrotou o Seattle Sounders por 1 a 0 em uma partida de caridade do escudo da comunidade na pré-temporada. A multidão de 18.606 presentes naquela noite no Qwest Field é uma das maiores multidões a assistir a um jogo de pré-temporada entre dois times dos EUA na história do futebol americano.
Na esperança de atiçar a rivalidade para a futura temporada de 2011 da Major League Soccer - quando os Timbers se juntariam aos Sounders na MLS - Portland Timbers revelou um outdoor exibindo o brasão do Timbers e as palavras Portland, Oregon e Soccer City USA a menos de um quilômetro do Qwest Campo em Seattle.  O outdoor foi transmitido para uma audiência nacional na ESPN2 durante o intervalo da partida em casa dos Sounders contra o Real Salt Lake naquela noite. 
Em março de 2011, o Timbers derrotou o Sounders por 2 a 0 na pré-temporada Cascadia Summit, um evento round robin envolvendo as duas equipes e seu rival canadense, o Vancouver Whitecaps FC. Em sua primeira partida como ambos os lados da MLS, e a primeira vez desde 1982, os dois jogaram na primeira divisão do futebol americano, os Timbers e os Sounders lutaram para um empate em um Lumen Field encharcado pela chuva diante de 36.593 na estreia muito antecipada da MLS. a Copa Cascadia de três vias. Esta foi uma multidão recorde de estádio para ver um jogo da MLS na temporada regular, e incluiu mais de 500 fãs de Portland em viagem. A partida de volta, em 10 de julho de 2011, Seattle ganhou a partida por 3-2.
Em 7 de outubro de 2012, Seattle recebeu Portland no Lumen Field na frente de 66.452 pessoas, a segunda maior multidão autônoma da história da MLS. O Timbers teve sua segunda chance do ano de conquistar sua primeira Copa Cascadia disputada pelos três times, mas perdeu por 3 a 0 para o anfitrião, o Sounders. 
Na quarta rodada do US Open Cup 2015 , os Sounders receberam os Timbers no Starfire Sports Complex em Tukwila, Washington. Seattle, o atual campeão da Open Cup, perdeu por 3–1 e terminou a partida com apenas seis jogadores, depois que três foram expulsos pelo árbitro com cartões vermelhos e Obafemi Martins se machucou após as três substituições terem sido feitas. O cartão vermelho final foi dado a Clint Dempsey por rasgar o caderno do árbitro Daniel Radford, pelo qual ele foi suspenso por mais três jogos da US Open Cup.  A partida foi posteriormente apelidada de "Casamento do Cartão Vermelho" pelos fãs, uma referência a um episódio da série de televisão Game of Thrones.  
De 2015 a 2020, Portland ou Seattle representaram a Conferência Oeste no jogo pelo título da MLS Cup. Seattle ganhou dois títulos e Portland ganhou um, além de vencer a de 2020 (MLS está de volta). De 2018 a 2022, o time da casa venceu apenas um dos onze jogos de rivalidade disputados durante a temporada regular da MLS. Uma partida em agosto de 2021 no Providence Park terminou com uma vitória do Sounders por 6 a 2, a maior goleada na história do clássico e o maior número de gols sofridos pelo Timbers em qualquer competição da liga. 
Em 29 de agosto de 2021, o Sounders e o OL Reign organizaram uma partida dupla masculina e feminina com seus respectivos adversários de Portland (os Timbers e os Thorns). A partida feminina, uma vitória do Reign por 2 a 1, estabeleceu um recorde de público da National Women's Soccer League, com 27.248 espectadores, e foi seguida por 45.737 para a derrota dos Sounders por 2 a 0 para os Timbers. Uma rodada dupla semelhante está planejada para 3 de junho de 2023.

## Estatísticas
Última atualização: 14 de fevereiro de 2021
| Competições                         | Partidas | Vitórias do Portland | Empates | Vitórias do Seattle |
| ----------------------------------- | -------- | -------------------- | ------- | ------------------- |
| NASL (1975–1982)                    | 20       | 7                    | 0       | 13                  |
| NASL indoor (1980–1982)             | 8        | 4                    | 0       | 4                   |
| WACS/WSA/WSL (1985–1990)            | 13       | 6                    | 2       | 5                   |
| A-League/USL-1 (2001–2008)          | 32       | 11                   | 5       | 16                  |
| MLS (2011–presente)                 | 44       | 19                   | 9       | 17                  |
| Totais de ligas (Temporada regular) | 103      | 46                   | 16      | 55                  |
| NASL playoffs                       | 1        | 1                    | 0       | 0                   |
| A-League/USL-1 playoffs             | 4        | 1                    | 0       | 3                   |
| MLS playoffs                        | 4        | 3                    | 0       | 1                   |
| Totais de ligas (eliminatórias)     | 9        | 5                    | 0       | 4                   |
| U.S. Open Cup                       | 8        | 3                    | 0       | 5                   |
| Partida amistosa (todos os tempos)  | 4        | 2                    | 1       | 1                   |
| Totais de todos os tempos           | 138      | 56                   | 17      | 65                  |